# Hans Wertheim

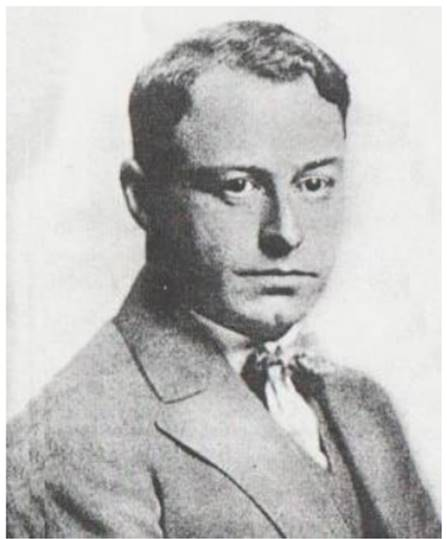
Hans Wertheim, Aufnahme ca. 1930

Hans Wertheim (* 3. Januar 1897 in Berlin; † 11. März 1938 in Brüssel) war ein deutscher Historiker, Kunsthändler und Mitherausgeber der Zeitschrift für Kartografiegeschichte Imago Mundi. Erste öffentliche Aufmerksamkeit als Historiker erlangte er 1929 anlässlich seiner bis heute als Standardwerk geltenden Dissertationsschrift und Publikation zum Leben und Wirken des Herzog Christian  von Braunschweig-Wolfenbüttel, mit besonderem Schwerpunkt auf seiner Wirkung im Böhmisch-Pfälzischen Krieg.

## Leben
Hans Wertheim war jüdischer Abstammung und wurde als ältester von drei Söhnen von Franz Wertheim (dem Bruder und Mitinhaber des Kaufhaus-Patriarchen Georg Wertheim) geboren. Im Alter von 18 Jahren meldete er sich nach dem Abitur freiwillig zum Militärdienst, den er von 1915 bis 1918 ausübte. Ein darauf folgender kurzer Einsatz gegen die Spartakisten ist ebenfalls belegt. Ab Sommer 1920 studierte er zunächst in Rostock und sodann in Heidelberg und Berlin. Seine Promotion erfolgte in Berlin im Dezember 1925 zum Thema „Herzog Christian von Braunschweig im Dienst Friedrichs V. im Rahmen der Feldzüge von 1621 und 1622“, einer Episode des Dreißigjährigen Krieges. Diese Promotionsschrift wurde dann 1929 als zweibändiges Werk publiziert. 1932 übernahm Wertheim die Leitung der Abteilung für Alte Kunst im Verlags- und Buchhandelsunternehmen der Familie Wertheim (siehe Wertheim-Konzern). Im selben Jahr wurde diese Abteilung unter dem Namen „Bibliographikon, Dr. Hans Wertheim“ als eigenständiger Verlag eingetragen. Im Rahmen seiner Beschäftigung mit dem Kunsthandel und insbesondere der Erforschung früher Landkarten lernte er in dieser Zeit den russischen Emigranten Leo Bagrow kennen. Gemeinsam gründeten sie 1935 die Zeitschrift Imago Mundi, dessen erste Ausgabe Wertheim finanzierte. Bereits 1935 emigrierte er wegen der nationalsozialistischen Politik aus Deutschland und ließ sich in Brüssel nieder. Dort gründete er zusammen mit W.A. van der Grient ein gemeinsames Unternehmen. Am 11. März 1938 verstarb Wertheim nach schwerer Krankheit in Brüssel und wurde auf dem Friedhof Groß-Schulzendorf bei Ludwigsfelde beerdigt.

## Wirken und Werk
Zusammen mit dem mittlerweile veröffentlichen Typoskript des vollständigen Textes der Dissertation von Heinrich von Xylander stellt das Werk Wertheims als die weitaus detailreichere Darstellung eines von bislang zwei eigenständigen Veröffentlichungen der  primärquellenbasierten Geschichtsforschung zur Persönlichkeit und zum Wirken des Herzog Christian dar. Von besonderer Bedeutung ist dabei, das die Arbeit Wertheims nach rund dreihundertjähriger einseitig negativer und zumeist politisch motivierter Geschichtsdarstellung ein erheblich differenzierteres Bild des Herzog Christian liefert und belegt.

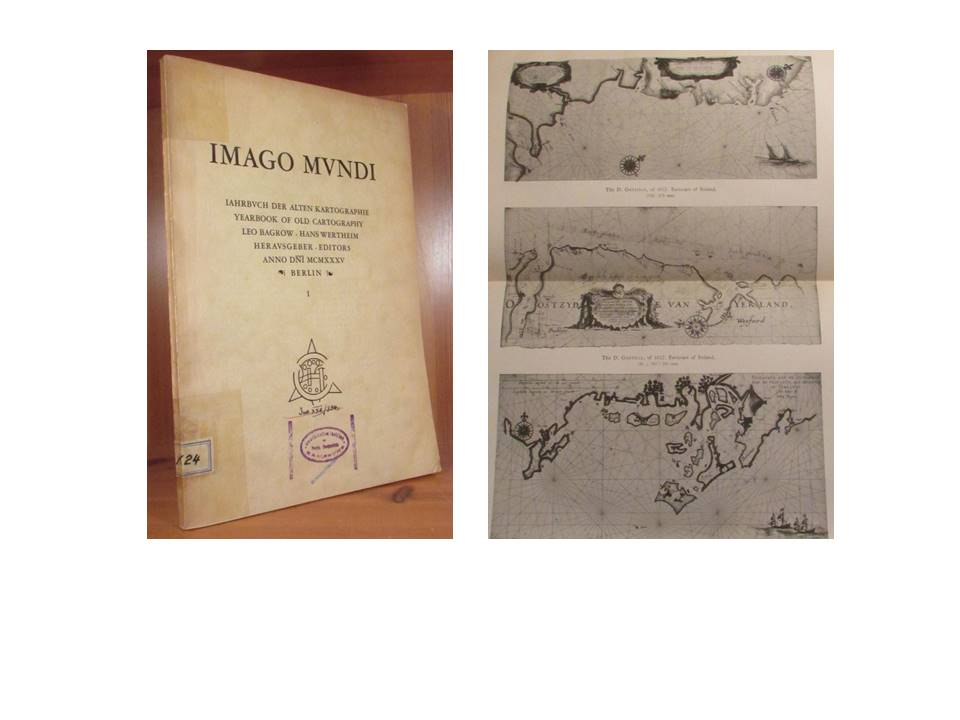
Erste Ausgabe von „Imago Mundi“ 1935, Herausgeber Dr. Hans Wertheim und Leo Bagrow

Gleichwohl hat Wertheim mit der Veröffentlichung seines bedeutsamen Werkes zur Geschichtsforschung dieses Wirkungsfeld verlassen. Da Wertheim ebenso wie Leo Bagrow ein Sammler alter Karten war, kam es 1935 zur Gründung von „Imago Mundi“, deren erste Ausgabe Wertheim finanzierte. Der Auswanderung nach Belgien 1935 folgte jedoch bereits 1937 die Enteignung seines Verlages „Bibliographikon“, wobei es zur Übernahme durch den Verlag C.G.Börner kam. Während seiner kurzen Zeit in Belgien wurde Wertheim als zusammen mit W.A. van der Grient Mitinhaber des Kunstverlages „Bibliographikon W.A. van der Grient“.